# Dicranomyia (Dicranomyia) heteracantha
Dicranomyia (Dicranomyia) heteracantha is een tweevleugelige uit de familie steltmuggen (Limoniidae). De soort komt voor in het Australaziatisch gebied.